# Farský rybník (Velké Popovice)
Farský rybník se nachází na bezejmenném levostranném přítoku Mokřanského potoka ve Velkých Popovicích. Má kruhový charakter. Hráz je na jihozápadě. Voda z něho odtéká stavidlem. Na jeho břehu se nachází  habr. Jeho severní břeh tvoří zahrady, východní les a jižní se západním trávník. Hráz výrazně vystupuje nad terén. Vznikl před rokem 1869.

## Galerie

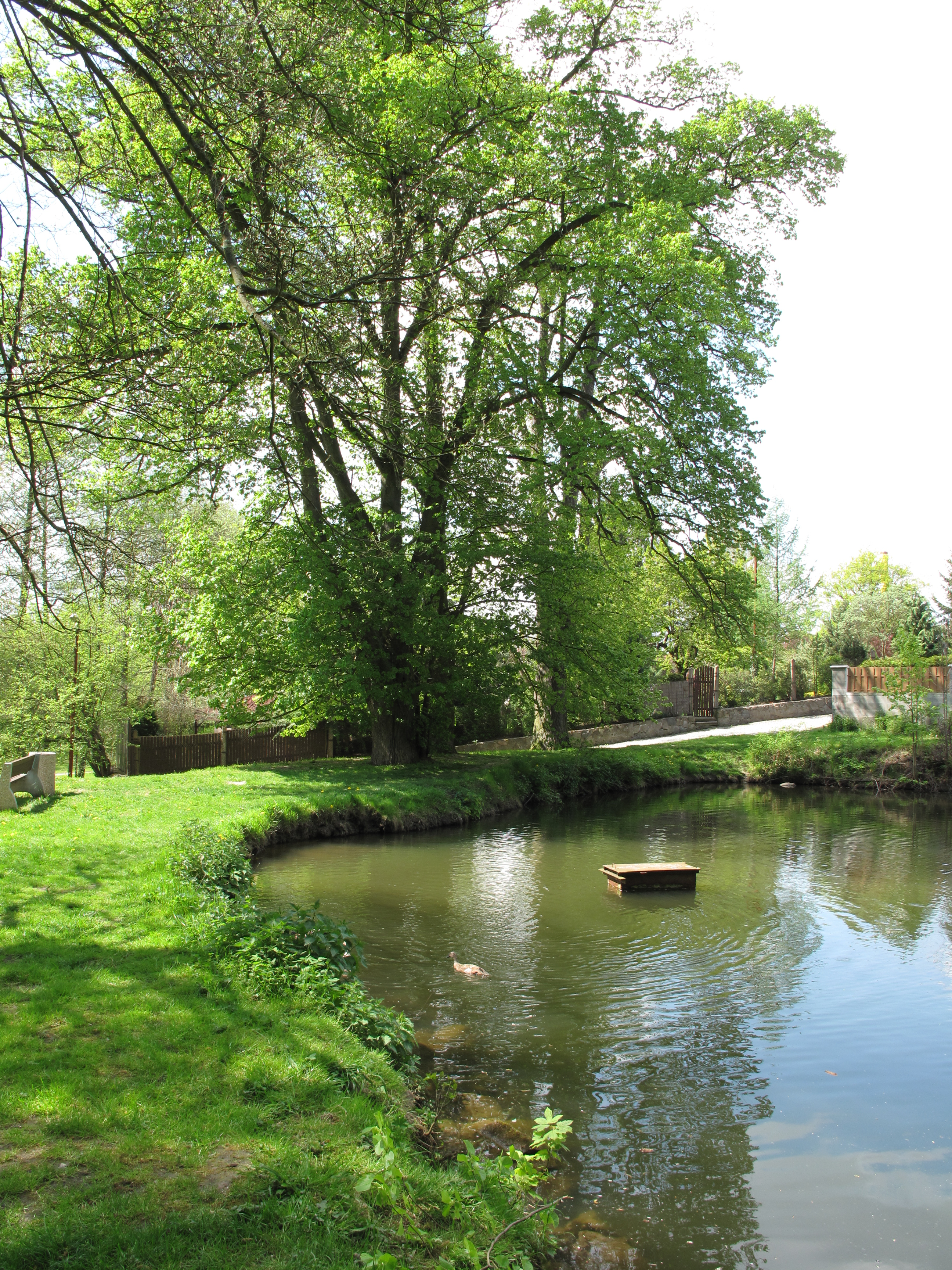
Hráz se stavidlem
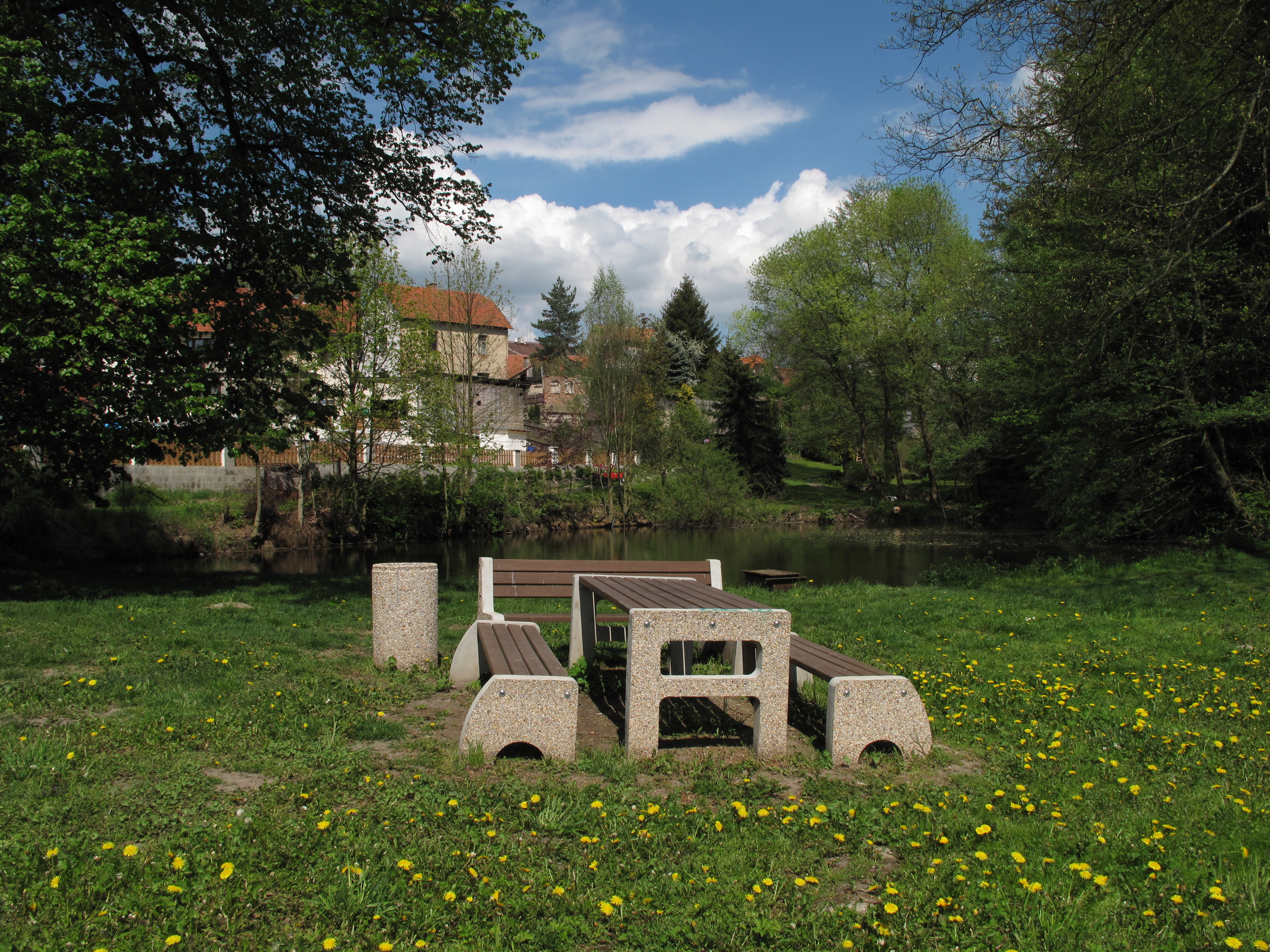
Posezení na hrázi
- Kačenky